# Enclave et exclave
«  Enclave (géographie) » redirige ici. Pour les autres significations, voir Enclave.
«  Exclave » redirige ici. Ne pas confondre avec Esclave.
Ne doit pas être confondu avec Enclavement ou Enclavement (territoire).

La région C est une exclave du pays B, ainsi qu'une enclave dans le pays A qui l'encercle complètement.

La région C est une exclave du pays B, mais est seulement semi-enclavée car il y a une frontière maritime (D).

Une enclave est un territoire, ou morceau de territoire (il s'agit dans ce cas d'une exclave de son territoire principal), complètement entouré par une seule autre entité territoriale. Un exemple est l'État indépendant du Lesotho enclavé dans l'Afrique du Sud.
On dit aussi de manière figurative, toujours dans le domaine de la géographie, qu'une ville ou une région est « enclavée » quand elle est isolée, éloignée de tout axe important de transport, comme peuvent par exemple l'être la Corse ou telle vallée alpestre. On peut parler aussi de « territoire enclavé » pour des territoires n'ayant pas accès à la mer, comme l'Autriche.
Une exclave est, en géographie humaine, un morceau de territoire sous souveraineté d'un pays, du territoire principal duquel il est séparé par un ou plusieurs pays ou mers. Un exemple historique est le territoire de Berlin-Ouest — enclavé dans le territoire de l'Allemagne de l'Est — qui était une exclave de l'Allemagne de l'Ouest.
Les enclaves et les exclaves existent aussi à un niveau moindre que celui d'un pays (par exemple au niveau de la région), lorsqu'une subdivision administrative (d'un pays) est située en dehors de sa division « mère » (à laquelle elle est rattachée). Par exemple, en France, l'enclave des Papes correspondant au canton de Valréas est une enclave rattachée au département du Vaucluse, mais se trouvant physiquement dans le département de la Drôme. L'autre cas français d'enclave régionale est celui des deux enclaves bigourdanes appartenant au département des Hautes-Pyrénées, mais situées au sein des Pyrénées-Atlantiques.

## Étymologie
Le mot enclave vient du latin inclavatus signifiant « enfermé à clef ». Le mot exclave est attesté en français avec ce sens depuis au moins 1888.

## Précisions
Dans certains cas, deux parties enclavées d'un même territoire ne peuvent être qualifiées l'une comme étant une exclave de l'autre, aucune n'ayant la suprématie sur l'autre (par exemple le territoire définit deux capitales conjointes, une dans chaque exclave). Chaque partie de ce territoire est alors désignée comme une exclave, aucune partie de ce territoire n'ayant de frontière commune avec une autre (ou seulement des points communs isolés, un cas assez rare mais qu'on trouve essentiellement sur certains sommets de montagne ou au confluent de plusieurs cours d'eau, sur lequel il a été impossible de définir quel territoire possédait ce point et une petite zone autour).[pas clair]
De même, une enclave dans un territoire externe ne partage normalement aucune frontière commune avec la frontière externe de ce territoire externe ; mais il arrive qu'il y ait un ou plusieurs points communs sur ces deux frontières quand il a été impossible de déterminer à quel territoire appartiennent ces points (et une petite zone tout autour de chaque point commun) où l'enclave touche la frontière externe du territoire externe.[pas clair]
Dans tous les cas, un territoire ne peut pas être à la fois une enclave et une exclave du même territoire. Aucune partie (de surface non nulle) d'une enclave ne peut être une exclave du même territoire — et vice versa — ce qui veut dire que les frontières de ces territoires ne se croisent pas (mais elles peuvent se toucher localement en un ou plusieurs points isolés), l'un d'eux ayant sa surface totalement incluse dans la surface fermée par la frontière externe de l'autre. Si deux territoires possèdent une frontière commune de longueur non nulle, ils ne sont ni des enclaves ni des exclaves, ils sont seulement « adjacents » (on dit aussi « limitrophes »).[pas clair]
Une exclave d'un territoire n'est pas nécessairement une enclave d'un autre. La commune d'Argol (Finistère, France), par exemple, est coupée en deux via les communes de Landévennec au nord et de Telgruc-sur-Mer au sud sans que pour autant que l'exclave soit une enclave de ces communes.
On parle parfois aussi d’enclaves et exclaves selon d’autres critères géographiques que les seules limites administratives et territoriales. Ainsi on peut distinguer les enclaves terrestres pour les régions ou pays sans accès à la mer (par exemple l'Autriche est enclavée dans le continent eurasiatique), ou encore pour les mers complètement cernées par la terre d'un continent (par exemple la mer Caspienne forme une enclave du continent eurasiatique). Les îles sont souvent des exclaves d'un autre territoire terrestre (continental ou autres îles voisines), car la mer les sépare (dans certains cas, les eaux territoriales d'un autre pays dans cette mer peuvent enclaver ces îles).

## Difficultés politiques posées par les enclaves et exclaves
L'existence d'une exclave ou enclave peut être due à des raisons historiques, politiques, voire géologiques : certaines zones sont parfois devenues des exclaves simplement à cause du changement de lit d'une rivière.
Vivre dans une exclave peut être extrêmement contraignant et l'existence d'un tel territoire exige que des accords soient trouvés avec les pays traversés sur les droits de passage, les adresses postales, l'alimentation en électricité, etc. Pour ces raisons, la tendance actuelle est à éliminer les exclaves (généralement à l'aide d'échanges équitables de terrains) et de nombreux cas qui existaient par le passé sont désormais résolus.
Concernant les enclaves d'un pays contenant un autre petit pays isolé (lui-même sans exclave ou dont les exclaves sont elles aussi enclavées), la contrainte est encore plus forte puisque souvent aucun échange équitable de terrains n'est possible facilement (souvent cela exigerait la concession d'une voie d'accès représentant une surface considérable dans le premier pays voisin traversé) : toute la difficulté est alors de négocier avec les pays frontaliers des droits de passage pour y entrer ou en sortir d'un côté ou d'un autre, et de régler l'accès à certaines ressources essentielles (par exemple l'eau et l'énergie que le pays enclavé ne possède ou ne produit pas lui-même), et de permettre les échanges internationaux de biens et services, sans perception de droits de douane par le pays enclavant traversé ou avec un partage équitable des droits de douane perçus conjointement par les pays engagés alors dans une union douanière (au moins pour cette enclave et le pays enclavant).
Le règlement pacifique du problème des enclaves passe souvent par la création d'une voie de passage autorisée au moins pour les deux pays (à défaut d'une réelle voie internationale), même si juridiquement elle reste dans le territoire du pays traversé, et d'un accord pour régler les problèmes pouvant survenir sur cette voie devant une juridiction reconnue conjointement et partager équitablement les frais d'entretien et de sécurisation de cette voie. L'absence d'un tel droit de passage constituerait un blocus de l'enclave, ou pourrait mener à une annexion forcée de l'enclave par le pays enclavant, ce qui en droit international a longtemps constitué un casus belli (jusqu’en 1827) parfois très meurtrier. L'autre solution pacifique est l'acceptation mutuelle d'un traité de fusion ou d'adhésion des territoires enclavés au sein du territoire enclavant, avec souvent des aménagements dans le droit du pays enclavant pour reconnaître certains droits et usages de l'ancienne enclave à préserver dans la nouvelle union.
Les questions territoriales ne sont pas les seules non plus à être la source de litiges liées à l'existence ou la création d'enclaves.
Notamment depuis 1988, le droit maritime international autorise les pays à étendre leur zone économique exclusive (ZEE, qui s'étend au-delà des eaux territoriales, limitées le plus souvent à 12 milles nautiques des côtes, s'il n'y a pas de conflit entre pays voisins dans cette zone de revendication territoriale exclusive) jusqu'au-delà des 200 milles nautiques, pour y inclure le plateau continental attenant à leurs propres eaux territoriales. Alors qu'il n'y avait plus de territoires enclavés par les eaux territoriales ou dans les ZEE qui existaient auparavant, ou que les litiges afférents avaient été réglés difficilement par de longues négociations ou des décisions d'une cour de justice internationale, les premiers pays ayant fait une telle revendication d'extension ont alors enclavé la ZEE du plus petit territoire voisin dont le pays n'avait pas encore fait une telle revendication. De fait, ce plus grand pays a prématurément et unilatéralement étendu sa ZEE sans rien négocier avec le pays détenant le territoire de nouveau enclavé, concernant son droit à une extension similaire équitable de sa propre ZEE sans enclavement.
Le cas se présente ainsi dans la collectivité d'outre-mer française de Saint-Pierre-et-Miquelon dont les eaux territoriales se retrouvent enclavées par la revendication de la nouvelle ZEE étendue unilatéralement par le Canada (après le règlement du litige concernant les anciennes ZEE) sur le plateau continental partagé par les deux pays. Ce nouveau litige n'est pas réglé et « le Canada s'oppose à toute extension des eaux territoriales françaises au détriment de sa propre ZEE », alors que la France ne revendique pas une extension de ses eaux territoriales (la France et le Canada ont reconnu leurs eaux territoriales mutuelles, ainsi que difficilement les limites d'anciennes ZEE selon l'ancien droit maritime), mais l'extension équitable et non enclavée de sa propre ZEE selon le nouveau droit maritime international, jusqu'aux limites des eaux internationales hors ZEE. Ce nouveau litige n'est pas réglé (l'ancien litige concernait les zones de pêche mais les ressources halieutiques surexploitées ont fait l'objet d'un moratoire par les deux pays et ce problème est aujourd'hui moins important que la nouvelle possibilité d'existence de zones d'extraction pétrolière dans la ZEE étendue au-delà des 200 milles sur le plateau continental partagé).
L'enclavement de Saint-Pierre-et-Miquelon concerne également la couverture aérienne, puisque le Canada ne reconnaît pas non plus la demande de continuité territoriale française, dans une zone de transit international entre son aéroport d’Halifax et la limite des eaux territoriales canadiennes pour les vols français court courrier vers Saint-Pierre-et-Miquelon au départ d'Halifax, le seul aéroport aujourd'hui à pouvoir assurer (à coût raisonnable) le trafic long courrier commercial régulier ; l'extension de la ZEE canadienne concerne également le contrôle aérien et douanier exercé par le Canada dans sa nouvelle ZEE. Le Canada impose donc aux Français se rendant par avion à Saint-Pierre-et-Miquelon depuis la France métropolitaine l'obligation de posséder un passeport et d'obtenir un visa de transit canadien, ce qui est le seul cas où la continuité du droit de déplacement des Français n'est pas garanti sur tout le territoire français, et pourrait réclamer des droits de douane aussi sur les marchandises en transit, voire interdire selon son propre droit le transit de certains types de biens légalement autorisés en France ou dans l'Union européenne, mais non conformes aux normes et lois canadiennes. Un tel cas ne se présente nulle part ailleurs dans le monde concernant les liaisons aériennes vers les autres collectivités d'outre-mer françaises, qui peuvent utiliser sur certains vols réguliers les aéroports internationaux d'autres pays qui disposent d'une zone de transit international où aucun visa de transit n'est exigé pour les Français lors des escales via leurs aéroports internationaux, ni aucun droit de douane supplémentaire n'est perçu par le pays de transit pour les biens échangés.

## Pays enclavés

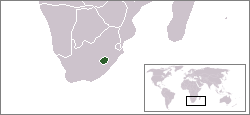
Le Lesotho (en vert) est totalement entouré par l’Afrique du Sud.

Un pays peut être dit enclavé (ou enclavé stricto sensu) quand il est complètement entouré par un autre ; trois pays sont dans ce cas :
- la république de Saint-Marin, enclavée dans l’Italie ;
- la Cité du Vatican, entourée par la ville de Rome, toujours en Italie ;
- le royaume du Lesotho, à l’intérieur de l’Afrique du Sud.

Beaucoup de pays de ce type existaient en Europe par le passé, généralement relevant du Saint-Empire, en particulier en Allemagne (nombreuses petites principautés ecclésiastiques ou séculières) et à l’est de la France (princes possessionnés, par exemple la principauté de Salm).

## Pays côtiers

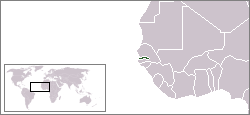
La Gambie (en vert) est presque totalement entourée par le Sénégal, à l'exception d'une bande côtière.

Certains pays sont complètement entourés par un autre, à l'exception d'une petite section côtière leur permettant d'avoir accès aux eaux internationales. Cet accès ressemble d'ailleurs plus à un corridor géographique :
- Le plus typique des pays de ce genre est la Gambie, que seule une bande côtière de 50 km l'empêche d’être totalement enclavée dans le Sénégal.
- Le Sultanat de Brunei, à l'intérieur de la Malaisie.
- La Principauté de Monaco, au sud-est de la France.

Pour cette situation de quasi-enclave, on emploie parfois le terme d’« encoche ».
Bien que le Canada, Chypre, la Corée du Sud, le Danemark, Haïti, l'Irlande, la Papouasie-Nouvelle-Guinée, le Portugal, le Qatar, la République dominicaine et le Timor oriental ne soient bordés que par un seul autre pays, on considère généralement qu'ils ont suffisamment accès aux eaux internationales pour ne pas entrer dans cette catégorie.

## Pays sans accès à la mer

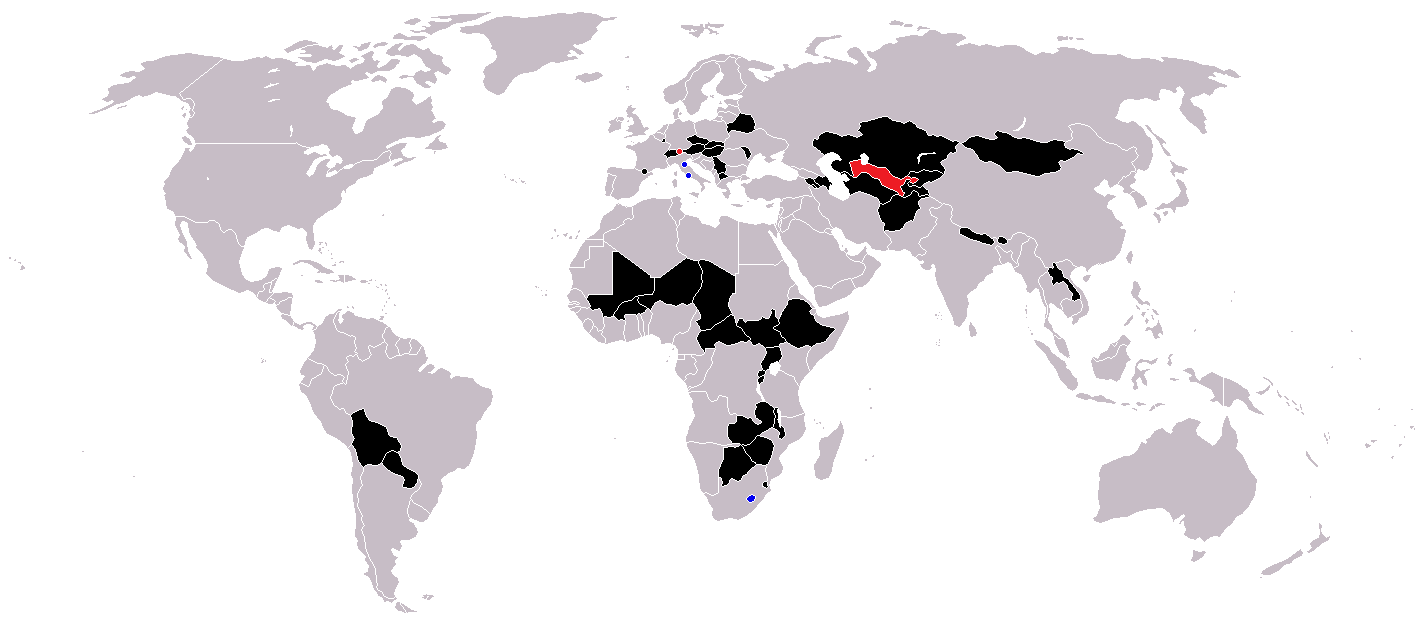
Pays enfermés selon la publication CIA World Factbook.

Un pays peut également être dit enclavé (ou enfermé) lorsqu'il n'a pas d'accès direct à une mer ouverte (c'est-à-dire à l'océan mondial).
Actuellement, 44 pays dans le monde peuvent être qualifiés d'enclavés. Deux d'entre eux, le Liechtenstein et l'Ouzbékistan, sont dits doublement enclavés, c'est-à-dire bordés uniquement de pays eux-mêmes enfermés, ce qui signifie qu'ils ont besoin de traverser au moins deux États pour avoir un accès à l'océan.

## Fragments et exclaves

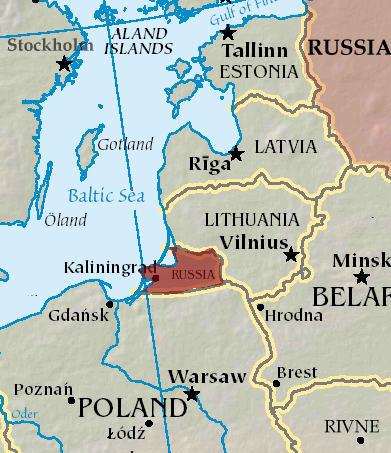
Le territoire de Kaliningrad est un fragment de la Russie entouré par la Pologne et la Lituanie, et depuis 2007, une enclave dans l'Espace Schengen (si l'on tient compte de la ZEE).

Certains territoires ne peuvent être atteints du pays qui en a la souveraineté que par les eaux internationales. On les considère comme des fragments détachés plutôt que comme de véritables exclaves :
- Les villes espagnoles de Ceuta et Melilla, ainsi que les trois autres Plazas de soberanía espagnoles (Peñón de Vélez de la Gomera, îles Zaffarines et Îles Alhucemas), sur la côte nord du Maroc.
- Le territoire britannique de Gibraltar, sur la côte sud de l'Espagne.
- La Guyane, fragment de la France en Amérique du Sud bordé par le Suriname et le Brésil.
- Oecusse, un fragment du Timor oriental, à l'intérieur de la partie indonésienne de l'île de Timor.
- Le Cabinda, un territoire appartenant à l'Angola entouré par la république démocratique du Congo et la république du Congo.
- Le territoire russe de l'oblast de Kaliningrad, entre la Pologne et la Lituanie, qui, avant la Seconde Guerre mondiale était la cité allemande de Königsberg, capitale de la Prusse-Orientale, elle-même une exclave allemande.
- Le district de Temburong dépendant du sultanat de Brunei est séparé du reste du pays par la Malaisie.
- La péninsule du Moussandam dépendant du sultanat d'Oman est séparée du reste du pays par les Émirats arabes unis.
- Les bases militaires souveraines britanniques d'Akrotiri et Dhekelia sur la côte sud de Chypre.

D'autres fragments ne peuvent être atteints qu'en traversant le territoire d'un ou de plusieurs états étrangers tel que :
- Le territoire du Nakhitchevan qui est détaché de l'Azerbaïdjan et est entouré par l'Arménie, la Turquie et l'Iran.
- Un fragment de l'Érythrée est séparé par un bras de la mer Rouge au niveau de Douméra, près de la frontière entre Djibouti et l'Érythrée[6].

De nombreux pays possèdent en fait des fragments détachés qui ne peuvent être atteints que par bateau ou par avion. L'Alaska, détachée du reste des États-Unis, en est un exemple extrême mais au moins deux autres fragments des États-Unis ne peuvent être atteints à pied sans pénétrer au Canada : Point Roberts dans le nord-ouest de l'État de Washington et l'Angle nord-ouest dans le Minnesota.
La côte extrême sud de la Croatie est également détachée du reste du pays par le petit corridor de Neum appartenant à la Bosnie-Herzégovine. Neum est également en quelque sorte une enclave, puisque pour rejoindre les autres localités de Bosnie-Herzégovine, il faut passer par le delta de la Neretva, en territoire croate.

## Véritables enclaves

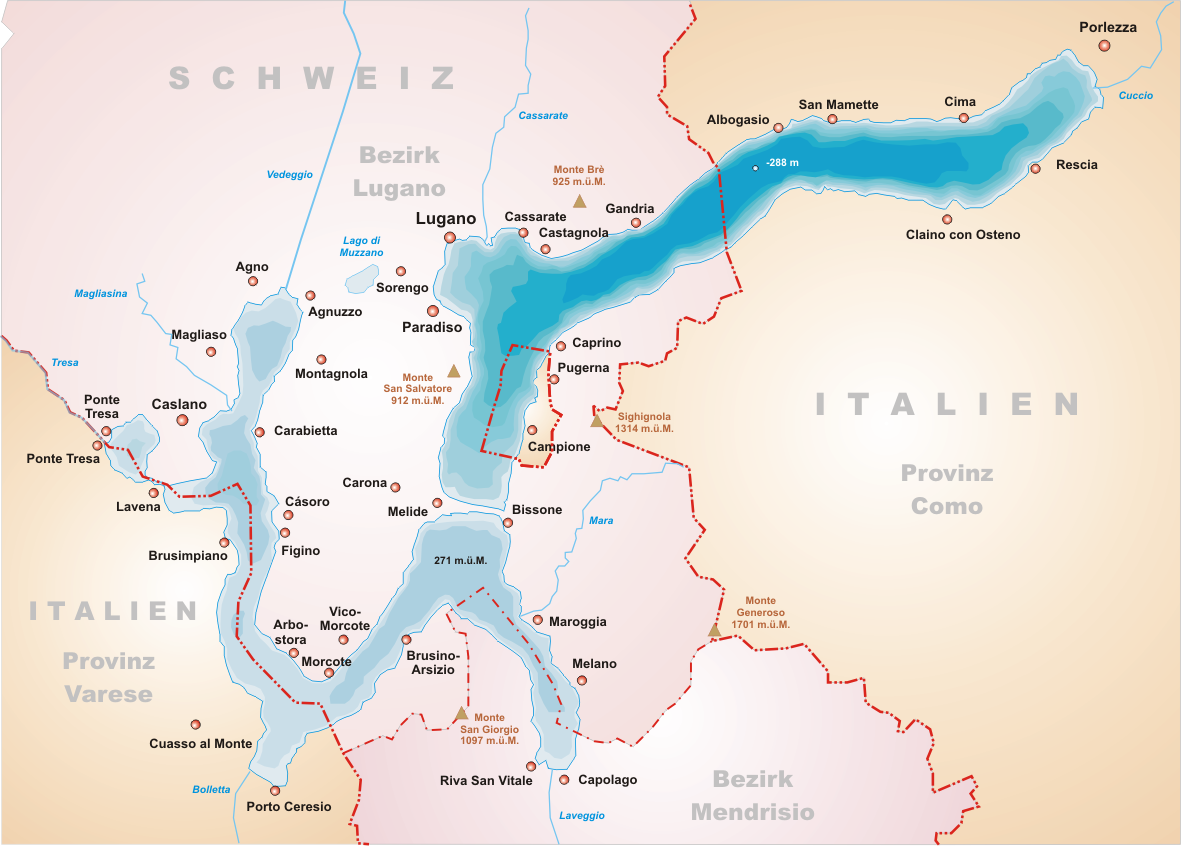
Campione d'Italia (au centre) est une ville italienne totalement enclavée en Suisse.

Dans ce paragraphe ne sont pris en compte que les territoires sur lesquels un pays a la souveraineté, mais qui ne peuvent être atteints sans entrer dans un autre pays, en passant obligatoirement par son sol, ses eaux territoriales ou son espace aérien. L'exemple le plus connu est Berlin-Ouest, avant la réunification de l'Allemagne, qui était une exclave de la République fédérale d'Allemagne à l'intérieur de la République démocratique allemande. Il existait même quelques portions de Berlin-Ouest exclavées de la plus grosse partie de la ville et enclavées elles aussi dans la RDA.
Des innombrables enclaves qui existèrent par le passé en Europe, il ne reste que les suivantes :
- La ville de Baerle dans le sud des Pays-Bas est composée de la municipalité de Baerle-Duc, un groupe de 22 enclaves belges dans les Pays-Bas, et de la municipalité néerlandaise de Baerle-Nassau qui à son tour possède 3 exclaves (elles-mêmes enclavées en terre belge) et une plus petite exclave à l'intérieur d'une des enclaves belges.
- Büsingen am Hochrhein est une exclave allemande, enclavée dans le canton de Schaffhouse dans le nord de la Suisse. L'Allemagne possède également un groupe de 5 exclaves (elles-mêmes enclavées par la Belgique) créées par la voie de chemin de fer de la Vennbahn entre les villes de Roetgen et Montjoie qui, pour des commodités d'exploitation, s'est vu octroyer la souveraineté belge par le traité de Versailles en 1920.
- La ville italienne de Campione d'Italia est territorialement et administrativement enclavée dans le canton suisse du Tessin. Dans la pratique, bien que sous souveraineté italienne, elle est administrée comme une partie de la Suisse, elle fait partie du domaine douanier suisse et utilise le franc suisse. Ses résidents ne paient aucun impôt sur le revenu (ce régime ne s'appliquant pas pour les résidents italiens, imposés en Italie, ni pour les résidents suisses qui ont des revenus d’origine suisse et qui sont donc imposés en Suisse)[7].
- La ville de Llivía est une exclave de l'Espagne, elle-même enclavée dans les Pyrénées-Orientales (Cerdagne) en France et située 100 km environ à l’ouest de Perpignan.
- Dans l'est de la Biélorussie, l'exclave russe de Sankovo-Medvejie est composée de deux villages.
- Les exclaves chypriotes d'Ormídia et Xylotýmvou sont totalement enclavées par la base de souveraineté britannique de Dhekelia. À l'intérieur de cette base, la station électrique de Dhekalia est une autre exclave de Chypre, bien qu'elle soit enclavée par un territoire britannique et même divisée en deux par une route britannique.

On trouve les enclaves suivantes en Asie :
- Madha est un territoire omanais enclavé dans les Émirats arabes unis qui à son tour héberge Nahwa, une minuscule exclave émiratie.
- Dahagram-Angarpota est une exclave bangladaise qui est enclavé dans le district indien du Cooch Behar. Jusqu'en 2015, date de l'accord rectifiant la frontière indo-bangladaise, dans le district indien du Cooch Behar, on trouvait 92 exclaves du Bangladesh tandis que de l'autre côté de la frontière, on trouvait 106 exclaves de l'Inde à l'intérieur du Bangladesh. Vingt-et-une des exclaves bangladaises sont situées à l'intérieur d'exclaves indiennes. Trois des exclaves indiennes sont enclavées dans d'autres exclaves bangladaises. L'exclave indienne la plus grande, Balapara Khagrabari, entoure une exclave bangladaise, Upanchowki Bhajni, qui à son tour encerclait une exclave indienne nommée Dahala Khagrabari.

- L'Azerbaïdjan comprend quatre exclaves qui sont enclavées par l'Arménie ; trois sont des villages enclavés dans le nord-est arménien (Barkhudarli, Aşağı Əskipara et Yukhari Askipara) ; la quatrième exclave azérie (Karki) est enclavée dans le nord du Nakhitchevan.
- Réciproquement, il existe une exclave arménienne, Artsvashen, enclavée dans le nord-ouest de l'Azerbaïdjan.
- La vallée de Ferghana, une région où le Kirghizistan, le Tadjikistan et l'Ouzbékistan se rejoignent, possède un grand nombre d'enclaves. Barak, un petit village et une exclave kirghize, est enclavé par l'Ouzbékistan. Les villages exclavés tadjikes comme Sarvan sont enclavés par le territoire ouzbèke ; le village exclavé de Vorukh ainsi qu'un petit territoire près de Kairagach sont enclavés en terre kirghize. Les villes et exclaves ouzbèkes de Sokh et Chakhimardan, ainsi que les minuscules exclaves ouzbèkes de Qalacha et Khalmion, au nord de Sokh, sont tous enclavés dans le Kirghizistan.

Deux groupes d'îles sont entièrement entourées par les eaux territoriales d'un autre pays :
- Les îles Chizumulu et Likoma formant des exclaves du Malawi sont enclavées à l'intérieur des eaux territoriales du Mozambique dans le lac Malawi.
- L'île Martin Garcia est une exclave de l'Argentine, enclavée dans les eaux territoriales de l'Uruguay à l'embouchure du Río de la Plata.

La vie des habitants diffère d'une enclave à l'autre. Concernant les enclaves européennes, des traités ont été généralement bien établis et leurs habitants sont souvent libres de se déplacer d'un pays à l'autre - dans le cas de Baarle, il s'agit même d'un argument touristique. Dans d'autres parties du Globe, tout particulièrement en Asie, les enclaves résultent souvent d'un désaccord sur les traités fixant les frontières. Au mieux, la vie quotidienne de leurs habitants est sérieusement gênée. Au pire, ils sont enclos dans un territoire restreint.

## Enclaves «pratiques»
Quelques territoires, s'ils ne sont pas géographiquement détachés, ne peuvent être facilement atteints qu'en pénétrant un autre pays, parce qu'ils sont situés dans une région montagneuse ou parce que la seule route praticable entre sur un sol étranger avant de revenir dans le pays d'origine. De tels territoires sont parfois appelés « enclaves pratiques » et peuvent être trouvés sur de nombreuses frontières, particulièrement celles qui sont peu défendues. Quelques exemples :
- La commune autrichienne de Jungholz est le cas extrême d'un territoire avant d'être une enclave : elle est entourée par l'Allemagne de tous côtés et n'est reliée au reste de l'Autriche que par un point, le sommet du Sorgschrofen.
- Le village d'Os de Civís, en Espagne, ne peut être rejoint que par une route qui passe sur le territoire de l'Andorre. À pied ou à ski, il peut être rejoint depuis les deux pays en toute saison, ce qui a longtemps favorisé la contrebande, aujourd'hui disparue en raison de l'unification des marchés européens.
- Kleinwalsertal, une vallée du Vorarlberg en Autriche, ne peut être atteinte par la route que depuis Oberstdorf en Bavière (Allemagne).
- La commune suisse de Samnaun, proche de la frontière autrichienne, ne pouvait à l'origine être atteinte par la route que depuis l'Autriche. En conséquence, le village fut exclu en 1892 du territoire des douanes suisses. Cette exemption fut maintenue jusqu'en 1912 alors qu'une route fut construite en 1907 vers la Basse-Engadine.
- Pour des raisons similaires, la vallée italienne de Livigno, près de la frontière suisse, est une zone franche où la taxe sur la valeur ajoutée ne s'applique pas.
- Quelques villages dans l'est de l'Estonie ne peuvent être atteints que par une route qui s'aventure à l'intérieur du territoire russe. Il y est possible de conduire sans visa, mais il est interdit de s'y arrêter avant d'être revenu en Estonie.
- Neum, seule ville côtière de Bosnie-Herzégovine, est reliée au reste du territoire national par la route nationale reliant la région de Dubrovnik au reste de la Croatie. Il est cependant question d'élargir la piste goudronnée qui relie directement la ville à l'Herzégovine[8].
- Bien que la Slovénie possède un court littoral de 46,6 km, le pays n'a néanmoins pas d'accès direct aux eaux internationales, car ses eaux territoriales sont entièrement entourées par celles de l'Italie et celles de la Croatie. Ce fut un point d'achoppement lors des négociations pour l'adhésion de la Croatie dans l'Union européenne, la Slovénie faisant veto si elle n'obtenait pas dans le golfe de Piran un corridor d'accès aux eaux internationales.
- Le temple khmer de Preah Vihear, inscrit sur la liste du patrimoine mondial de l’UNESCO, est situé sur le territoire du Cambodge mais n'est accessible par la route que depuis la Thaïlande. Il fait d'ailleurs l'objet d'une vieille controverse frontalière entre les deux pays et plusieurs courtes guerres se sont déroulées à proximité.
- La commune chinoise de Fangchuancun (en), près du tripoint Chine-Russie-Corée du Nord, n'est accessible par voie routière que par une route passant à plusieurs reprises en territoire russe.

## Privilèges d'extraterritorialité, droits souverains concédés par un État à un autre État, stipulations douanières et autres cas particuliers
L’extraterritorialité est un principe de droit international public qui revient pour un pays à laisser s’exercer l’autorité d'un État étranger sur une partie de son territoire propre.
S'il concerne la plupart du temps des institutions internationales (par exemple le siège des Nations unies à New York ou le quartier général de l’OTAN en Belgique), il peut aussi lier deux États (ou assimilés) entre eux :
- Le Saint-Siège a ainsi la pleine propriété sur plusieurs bâtiments situés hors de la Cité vaticane, qui bénéficient d'un statut d'extraterritorialité[9]; il s'agit notamment de plusieurs palais et édifices religieux dans la ville de Rome et de la résidence d'été du pape au complexe de Castel Gandolfo.
- L'ordre souverain de Malte, comme une ONG, est reconnu par un grand nombre de pays et d'organisations internationales (dont l'Organisation des Nations unies et l'Union européenne) et se dit comme un sujet souverain de droit international public[10] et possédant une souveraineté fonctionnelle, différence importante avec la souveraineté étatique. Aujourd’hui, le siège de l’ordre souverain de Malte, le Palais magistral, se trouve à Rome, via dei Condotti près de la place d’Espagne ; ce palais jouit d’un statut d’extraterritorialité[réf. nécessaire].

Contrairement à une idée reçue, les ambassades ne bénéficient pas de l’extraterritorialité, mais jouissent seulement de l’immunité diplomatique.
De nombreuses routes ayant des incursions sur le territoire d'un autre État en zone frontalière ou desservant des zones particulières (aéroport international proche d'une frontière, enclave étrangère, etc.) sont sujettes à des accords spécifiques entre les États concernés et bénéficient ainsi d'un statut particulier.
C'est notamment le cas, entre la France et la Suisse :
- La route qui joint le hameau de Lucelle, sur la commune de Pleigne (canton du Jura, 47° 25′ 17″ N, 7° 14′ 43″ E) et le lieu-dit Klösterli, sur la commune de Kleinlützel (canton de Soleure, 47° 25′ 32″ N, 7° 25′ 04″ E), et qui évolue principalement en territoire français — mais avec une courte incursion en Suisse — possède un statut de « route internationale » (ainsi que la courte déviation dite de Saint-Pierre construite entre 1927 et 1929). En vertu d'un supplément de convention du 15 août 1782, la liberté de transit par cette route est accordée à la Suisse. Cette convention a été précisée par un accord franco-suisse du 29 janvier 1937 qui accorde aux agents suisses chargés de l’exercice de la police et de la surveillance douanière sur les tronçons suisses de cette route le droit d'emprunter les tronçons français en uniforme et en armes.
- L'aéroport de Bâle-Mulhouse-Fribourg, situé en France près de Mulhouse, est un aéroport binational. La zone douanière suisse est reliée à Bâle par une route libre de droits de douane.
- L'aéroport international de Genève, situé en Suisse, dispose d'un « secteur France », accessible par une route douanière depuis Ferney-Voltaire, qui, jusqu'à l'entrée de la Suisse dans l'Espace Schengen[12] en décembre 2008, permettait aux personnes étrangères disposant d'un visa Schengen d'atterrir ou de décoller de cet aéroport sans passer par la Suisse et donc sans avoir besoin d'un visa suisse. Depuis, le secteur français est réservé aux vols intérieurs.

Et entre l'Espagne et la France :
- En vertu du traité des Pyrénées, l'enclave espagnole de Llivía est reliée au territoire espagnol par une « route neutre » (sans contrôle douanier) de 4 km.

C'est également le cas :
- de la route « corridor » reliant le secteur d'Ayios Nikolaos Station (enclavée au sein de la zone turque de Chypre du Nord) à la base militaire souveraine britannique de Dhekelia, dont ce secteur dépend. La route passe au travers d'une zone-tampon sous administration de l'ONU.
- historiquement, des trois « autoroutes de transit » qui permettaient d'accéder à Berlin-Ouest à travers le territoire de la République démocratique allemande.

Sans qu'il s'agisse d'enclaves à proprement parler ou de territoires bénéficiant de l'extraterritorialité, de nombreux États jouissent de droits particuliers sur des bâtiments ou parcelles situés en territoire étranger. On peut citer par exemple :
- Les terrains des cimetières militaires étrangers sont généralement une concession foncière perpétuelle[13] faite par l'État d'accueil sur son territoire à l'État dont les défunts sont originaires, et ne bénéficient d'aucune extraterritorialité. C'est ainsi le cas des cimetières militaires américains des deux guerres mondiales en France. C'est aussi le cas de plusieurs bases militaires implantées en territoire étranger grâce à un bail ou un accord de coopération militaire entre États (telles que la base militaire américaine de Guantánamo à Cuba, la base militaire américaine de Thulé au Groenland, la base militaire américaine de Diego Garcia dans le territoire britannique de l'océan Indien, la base militaire française à Djibouti, etc.).
- La France est propriétaire de quatre « territoires » à Jérusalem (le tombeau des Rois, la basilique du Pater Noster (ou de l'Eleona), l'église Sainte-Anne de Jérusalem, et l'abbaye bénédictine d'Abou Gosh), de la villa Médicis à Rome (ainsi que des Pieux Établissements de la France à Rome et Lorette), ainsi que des domaines français de Sainte-Hélène sur l'île britannique de Sainte-Hélène.
- Le tombeau de Suleiman Chah en Syrie est propriété de la Turquie, en vertu du traité d'Ankara.
- Par un accord international du 6 septembre 1957, la France a accordé aux compagnies minières belges d'Hensies-Pommerœul et de Bernissart le droit de poursuivre leurs excavations à fin d'extraction charbonnière sous une partie du territoire de la commune de Saint-Aybert. Il est précisé que les parties des galeries ainsi prolongées sous le territoire français seront soumises au droit belge, le droit français restant applicable aux éventuels dégâts causés à la surface par cette exploitation. Des dispositions symétriques autorisent l'exploitation minière par une compagnie française dans le sous-sol de la commune belge de Bernissart.
- L'actuelle piste de 3 900 m de l'aéroport international de Genève, mise en service durant l'été 1960[14], est tellement longue que la construction n'a pu se faire qu'après un échange de territoire frontalier entre la Suisse et la France. En effet, le bout de la piste de 1946[15] coïncidait avec la frontière, les terrains adjacents étant français (commune de Ferney-Voltaire). Les autorités des deux pays ont donc procédé à une rectification, de sorte que la Suisse puisse étendre la piste, ce qui a, au passage, fait disparaître l'ancien hameau de La Limite et entraîné la construction d'un tunnel et d'une nouvelle douane, qui est, fait exceptionnel, entièrement située en territoire français et fait donc l'objet d'une convention internationale quant à l'autorité des douaniers suisses.
- Bien que rétrocédé au Panama en 1979 en vertu des traités Torrijos-Carter, le canal de Panama est toujours considéré comme une voie d’eau intérieure par les États-Unis : il est ainsi prévu dans le traité de rétrocession que les navires battant pavillon américain ont une priorité de passage sur les autres.
- Le système de canaux des Grands Lacs alternativement situé sur le territoire du Canada et des États-Unis est coadministré par des organismes de ces deux pays[16].
- Par le traité du Spitzberg du 9 février 1920, la souveraineté norvégienne sur l'archipel de Svalbard a été reconnue et les îles ont été déclarées zone démilitarisée. Cependant, selon les termes de ce traité, les citoyens de divers pays ont le droit d'exploiter les ressources naturelles « sur un pied d'égalité absolu ». En conséquence, un établissement russe permanent, plus ou moins autonome, s'est développé à Barentsburg. Les Russes ont abandonné un établissement similaire à Pyramiden en 2000. Il fut un temps où la population soviétique du Spitzberg dépassait considérablement la population norvégienne, mais ce n'est plus le cas désormais.

## Enclaves administratives
Parfois, les divisions administratives d'un pays, pour des raisons historiques ou pratiques, provoquent un détachement de certaines subdivisions territoriales (ou partie d'entre elles) dans d'autres subdivisions sans y être liées. On retrouve les mêmes distinctions que pour les territoires souverains.

### Subdivisions administratives entièrement enclavées dans une autre

#### Allemagne
- Le Land de Berlin est totalement enclavé dans celui de Brandebourg.
- Le Land de Brême et son exclave de Bremerhaven sont tous deux enclavés dans celui de la Basse-Saxe.

#### Australie
- le Territoire de la capitale australienne est totalement enclavé par l'État de Nouvelle-Galles du Sud. La constitution australienne (rédigée avant la création de la capitale) spécifiait que le site choisi pour la capitale fédérale devait être intégralement situé dans cet État.

#### Autriche
- La capitale Vienne est totalement enclavée dans le Land de la Basse-Autriche, dont d'ailleurs, elle a été également la capitale jusqu'en 1986.

#### Belgique

Carte de la Belgique fédérale.

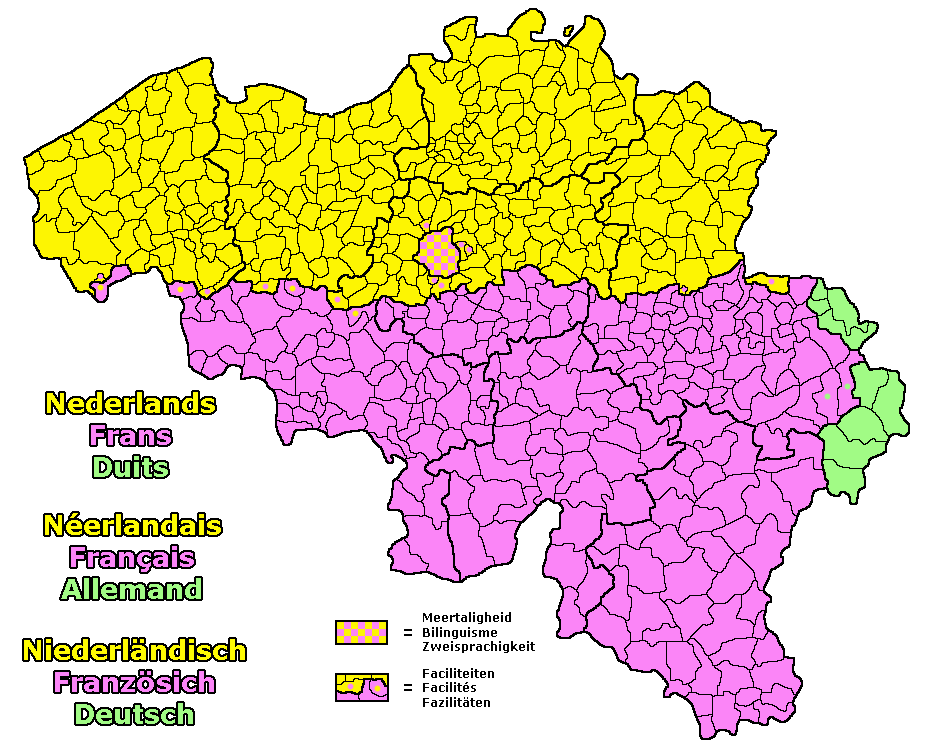
Enclaves et exclaves des facilités linguistiques en Belgique.

- la région de Bruxelles-Capitale est enclavée dans la Région flamande.
- La commune wallonne de Comines-Warneton se trouve exclavée du reste du territoire de la Région wallonne, dont elle est séparée par la France et la Région flamande.
- Pareillement, la commune flamande des Fourons se trouve exclavée du reste du territoire de la Région flamande, dont elle est séparée par les Pays-Bas et la Région wallonne.
- Au sein de la Région wallonne (plus précisément dans l'arrondissement administratif de Verviers qui jouxte la frontière avec l’Allemagne), les territoires relevant de la Communauté germanophone de Belgique sont distingués de ceux relevant de la Communauté française de Belgique. Ils forment entre eux plusieurs exclaves que la Communauté française vient séparer (sans les enclaver au sens strict, mais sans accès entre eux en Belgique ne passant pas par la communauté française). (Certaines de ces communes germanophones, et aussi une commune francophone de cette zone, enclavent des communes entières ou des exclaves de communes sous souveraineté de l’Allemagne).
- La commune flamande de Baerle-Duc est enclavée dans les Pays-Bas. Cas unique, elle est enchevêtrée en parcelles discontinues dans la commune néerlandaise de Baerle-Nassau (dont 7 sont des doubles enclaves, c'est-à-dire une enclave des Pays-Bas, dans un morceau de Belgique, à l'intérieur des Pays-Bas).
- La commune d'Ixelles est coupée en deux exclaves par l'avenue Louise et le Bois de la Cambre relevant de la commune de Bruxelles.
- La commune de Saint-Gilles possède une minuscule exclave créée par l'avenue Louise relevant de la commune de Bruxelles.
- La commune de Messines possède une exclave séparée du reste de la commune par la commune de Comines-Warneton.
- La Vennbahn, voie ferrée des Fagnes, près de la ville allemande de Roetgen, n'est pas à proprement parler une enclave, mais elle constitue en forme de servitude de droit international acquise par la Belgique, dont les trains peuvent rouler dessus sans payer de redevance ni devoir entretenir la voie, au titre de dédommagement de guerre aux termes du traité de Versailles (1919).

#### Canada
- Les municipalités de Mont-Royal, Côte-Saint-Luc, Hampstead, Montréal-Ouest et Westmount sont enclavées dans celle de Montréal. La ville de L'Ancienne-Lorette est enclavée dans la ville de Québec. Certains villages québécois sont enclavés dans une paroisse du même nom comme Disraeli.

#### Chine
- Le comté de Xianghe, la ville de Sanhe et le comté autonome de Dachang forment une exclave de la province de Hebei coincée entre les municipalités de Pékin et Tianjin, elles-mêmes totalement enclavées par le reste de la province de Hebei.

#### Espagne
- Les communes de Báscones de Ojeda et de Berzosilla, parties de la province de Palencia, sont enclavées entre les provinces de Burgos et de Cantabrie
- Le Rincón de Ademuz, partie de la province de Valence est enclavée entre les provinces de Cuenca (Castille-La Manche) et Teruel (Aragon).
- Les communes de Roales de Campos et Quintanilla del Molar, partie de la province de Valladolid sont enclavées dans la Zamora (toutes les trois en Castille-et-León).
- La commune d'Orduña, partie de la province de Biscaye (Communauté autonome du Pays basque) est enclavée entre les provinces d'Alava (Communauté autonome du Pays basque) et Burgos (Castille-et-León).
- La commune de Rincón de Anchuras, est une exclave de la province de Ciudad Real (Castille-La Manche), séparée par les provinces de Badajoz (Estrémadure) et Tolède (Castille-La Manche).
- Le comté de Treviño est une exclave de la province de Burgos (dans la région de Castille-et-León), enclavée dans la province de Alava (Communauté autonome du Pays basque). La province de Burgos possède également deux autres exclaves enclavées dans la province de Logroño (La Rioja) et une autre exclave enclavée dans la Province de Palencia (Castille-et-León).
- La commune de Valle de Villaverde, partie exclavée de la province de Cantabrie, est enclavée dans la province de Biscaye dans la Communauté autonome du Pays basque.
- Les communes de Petilla de Aragón et son exclave de « Los Bastanes » (parties exclavées de la Navarre) sont séparées par la province de Saragosse (en Aragon)
- La ville de Llívia est entièrement enclavée dans le territoire français.

#### France
- Le quartier de Saint-Victor-sur-Loire, dans le département de la Loire, est une exclave de la commune de Saint-Étienne depuis 1969.
- La commune de Ménessaire est un fragment de la Côte-d'Or situé entre la Nièvre et la Saône-et-Loire.
- Les communes de Boursies, Doignies et Mœuvres sont des fragments du Nord situés dans le Pas-de-Calais.
- Les communes de Gardères (avec son lac) et Luquet d'une part, Escaunets (avec son lac), Séron et Villenave-près-Béarn d'autre part, sont des fragments des Hautes-Pyrénées enclavés dans les Pyrénées-Atlantiques.
- La commune d'Othe en Meurthe-et-Moselle est enclavée dans la Meuse.
- La commune de Chêne-Sec rattachée au département du Jura est divisée en trois portions distinctes aux formes complexes dont une seule est contigüe au reste du Jura sur environ 150 mètres, les deux autres étant totalement enclavées dans la Saône-et-Loire.
- Le canton de Valréas est une enclave du Vaucluse à l'intérieur de la Drôme (appelée « Enclave des papes »).
- Llívia est une enclave espagnole à l'extrême sud-ouest des Pyrénées-Orientales, depuis la signature du traité de Llivia le 22 novembre 1660.

Les communes suivantes sont totalement enclavées dans une autre :
- Curmont (Haute-Marne), à l'intérieur de Colombey les Deux Églises ;
- Giuncheto (Corse-du-Sud), à l'intérieur de Sartène ;
- Hesdin (Pas-de-Calais), à l'intérieur de Marconne ;
- Husseren-les-Châteaux (Haut-Rhin) à l'intérieur d'Eguisheim ;
- La Pellerine (Maine-et-Loire), à l'intérieur de Noyant-Villages ;
- Le Pin-au-Haras (Orne), à l'intérieur de Gouffern en Auge ;
- Moncale (Haute-Corse), à l'intérieur de Calenzana ;
- Mont-Dauphin (Hautes-Alpes), à l'intérieur d'Eygliers ;
- Suzan (Ariège), à l'intérieur de La Bastide-de-Sérou.

#### Îles Anglo-Normandes(Guernesey)
- Torteval coupé en deux par la paroisse de Saint-Pierre-du-Bois.
- Saint-Samson séparé par la paroisse de Le Valle.

#### Inde
- Daman est un territoire, une enclave côtière de l'État du Gujarat.
- Dadra est une exclave de Dadra et Nagar Haveli à l'intérieur de l'État du Gujarat.

#### Italie
- La commune de San Colombano al Lambro est un fragment de la province de Milan entre les provinces de Lodi et Pavie.
- La commune de Pannarano est une exclave de la province de Bénévent (Campanie) dans celle d'Avellino (Campanie)
- La commune de Resuttano est une exclave de la province de Caltanissetta (Sicile) dans celle de Palerme (Sicile)

#### Japon
- Le village de Kitayama, exclave située entre les préfectures de Nara et Mie, dans l'est de la préfecture de Wakayama
- Fuchū, bourg enclavé dans la ville de Hiroshima

#### Malaisie
- Les territoires fédéraux de Kuala Lumpur et Putrajaya sont enclos dans l'État de Selangor.

#### Mozambique
- Le district de Likoma dépendant du Malawi est constitué de deux îles (Likoma et Chizumulu) enclavées dans les eaux territoriales mozambicaines du lac Malawi.

#### Royaume-Uni
Historiquement, parmi les comtés traditionnels d'Angleterre, il existait quelques exclaves :
- La ville de Dudley était une exclave du comté de Worcestershire à l'intérieur du Staffordshire.
- La péninsule de Furness était une exclave du Lancashire séparé du reste du comté par le Westmorland.

Aujourd'hui, deux circonscriptions électorales anglaises sont totalement enclavées dans une autre :
- Bath, à l'intérieur de North East Somerset.
- York Central, à l'intérieur de York Outer.

#### Russie
- La république d'Adyguée est enclavée dans le krai de Krasnodar.
- Le district autonome de Bouriatie-Oust-Orda est enclavé dans l'oblast d'Irkoutsk.
- Le district autonome d'Aga-Bouriatie est enclavé dans l'oblast de Tchita.
- Les villes fédérales de Moscou et Saint-Pétersbourg sont respectivement enclavées dans les oblasts de Moscou et de Léningrad. Seule l'ouverture sur le golfe de Finlande permet à Saint-Pétersbourg de ne pas être entièrement tributaire de l'oblast qui l'entoure.

#### Suisse
- La commune allemande de Büsingen am Hochrhein (« Büsingen sur le Rhin supérieur ») est enclavée entre les cantons de Schaffhouse, Thurgovie et Zurich.
- La commune italienne de Campione d'Italia est enclavée dans le canton du Tessin.
- Les deux cantons d'Appenzell Rhodes-Extérieures et Intérieures sont enclavés dans le canton de Saint-Gall.

### Fragments de subdivisions administratives enclavées dans une autre
Celles-ci ne possèdent aucune personnalité juridique, étant bien souvent des fractions de territoire de collectivités locales de bases par exemple : les communes.

#### Émirats arabes unis

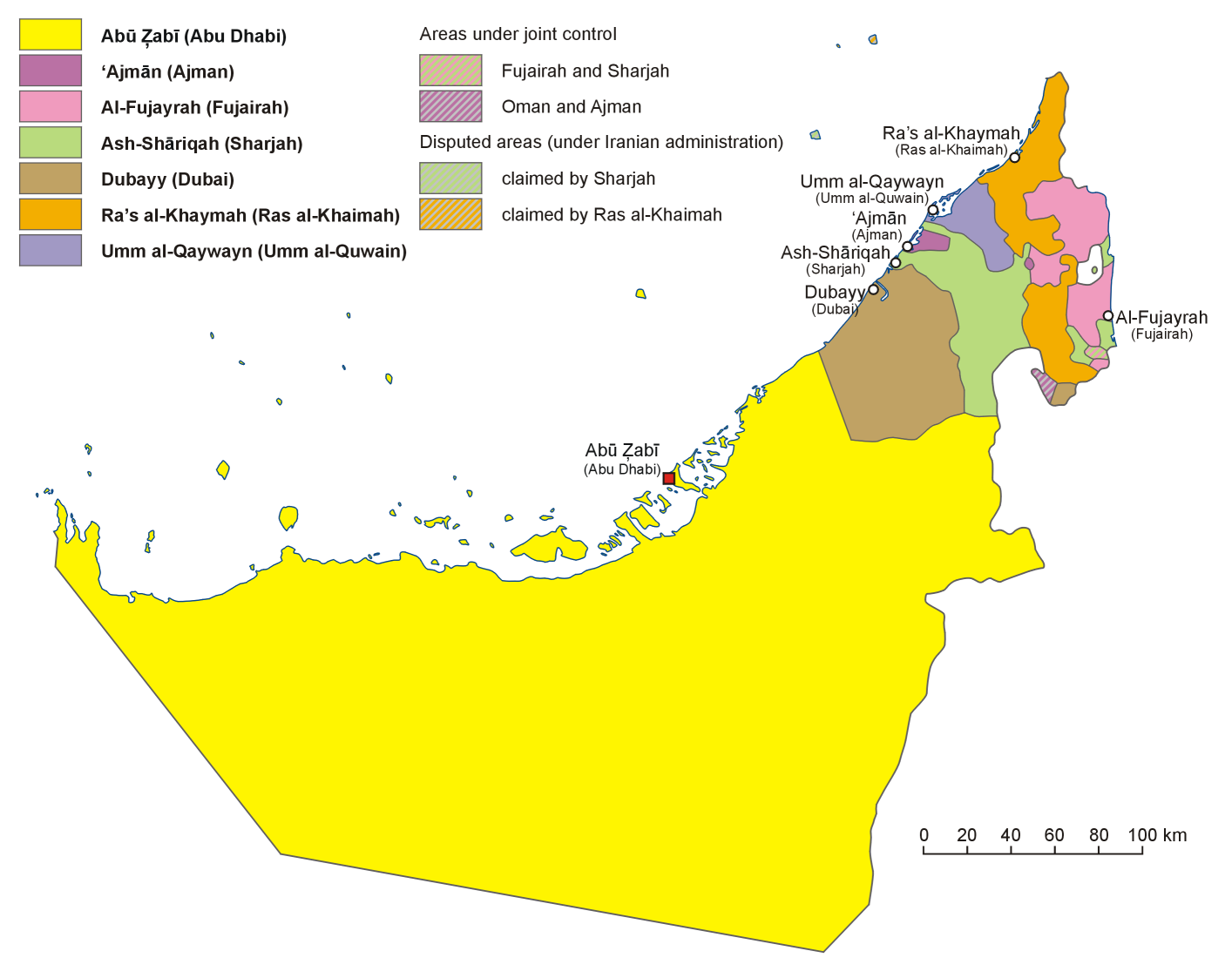
Carte des Émirats arabes unis - cliquez sur l'image pour agrandir.

- Les différents états des Émirats arabes unis comportent de nombreuses enclaves entre eux (essentiellement Dubaï, Ajman, Ras el Khaimah, Fujaïrah et Charjah), mais aussi avec le sultanat indépendant d'Oman tel qu'évoqué plus haut. Différents territoires ont également une souveraineté partagée ou sont contestés, notamment avec Oman.

#### États-Unis
- partie la plus à l'ouest du comté de Fulton, au Kentucky, est un morceau de territoire connu sous le nom de Madrid Bend, situé à l'intérieur d'un méandre du Mississippi, détaché du reste de l'État. En traversant la rivière, on entre dans le Missouri; la seule route quittant cette zone se dirige vers le sud, dans le Tennessee.

#### Espagne
- La communauté autonome de Madrid possède une exclave entre les provinces d'Ávila et de Ségovie (Castille-et-León).
- La commune de Mayorga, dans la Province de Valladolid, possède deux exclaves : une dans la province elle-même, entourée par les communes de Becilla de Valderaduey, Villavicencio de los Caballeros, Valdunquillo, La Unión de Campos et Urones de Castroponce ; Une autre (Dehasa de San Vicente) dans la Province de León.
- La Fuente Palmera dépendant de la province de Cordoue (Andalousie) possède une exclave dans la province de Séville (Villar).

#### Italie
- Une partie de la commune de Fabro est un fragment de la province de Terni (Ombrie) entre les provinces de Pérouse (Ombrie) et Sienne (Toscane).
- Une partie de la commune de Gallese est un fragment de la province de Viterbe (Latium) entre les provinces de Rieti (Latium) et Terni (Ombrie).
- Une partie de la commune de Badia Tedalda est une exclave de la province d'Arezzo (Toscane) dans celle de Rimini (Émilie-Romagne).
- Une partie de Tricarico est une exclave de la province de Matera (Basilicate) dans celle de Potenza (Basilicate).
- Une partie de Bisacquino est une exclave de la province de Palerme (Sicile) dans celle d'Agrigente (Sicile).
- Une partie de Città di Castello est une exclave de la province de Pérouse (Ombrie) dans celle de Pesaro et Urbino (Marches)
- Il existe une exclave de la province d'Enna (Sicile) dans celle de Caltanissetta (Sicile).

#### Liechtenstein

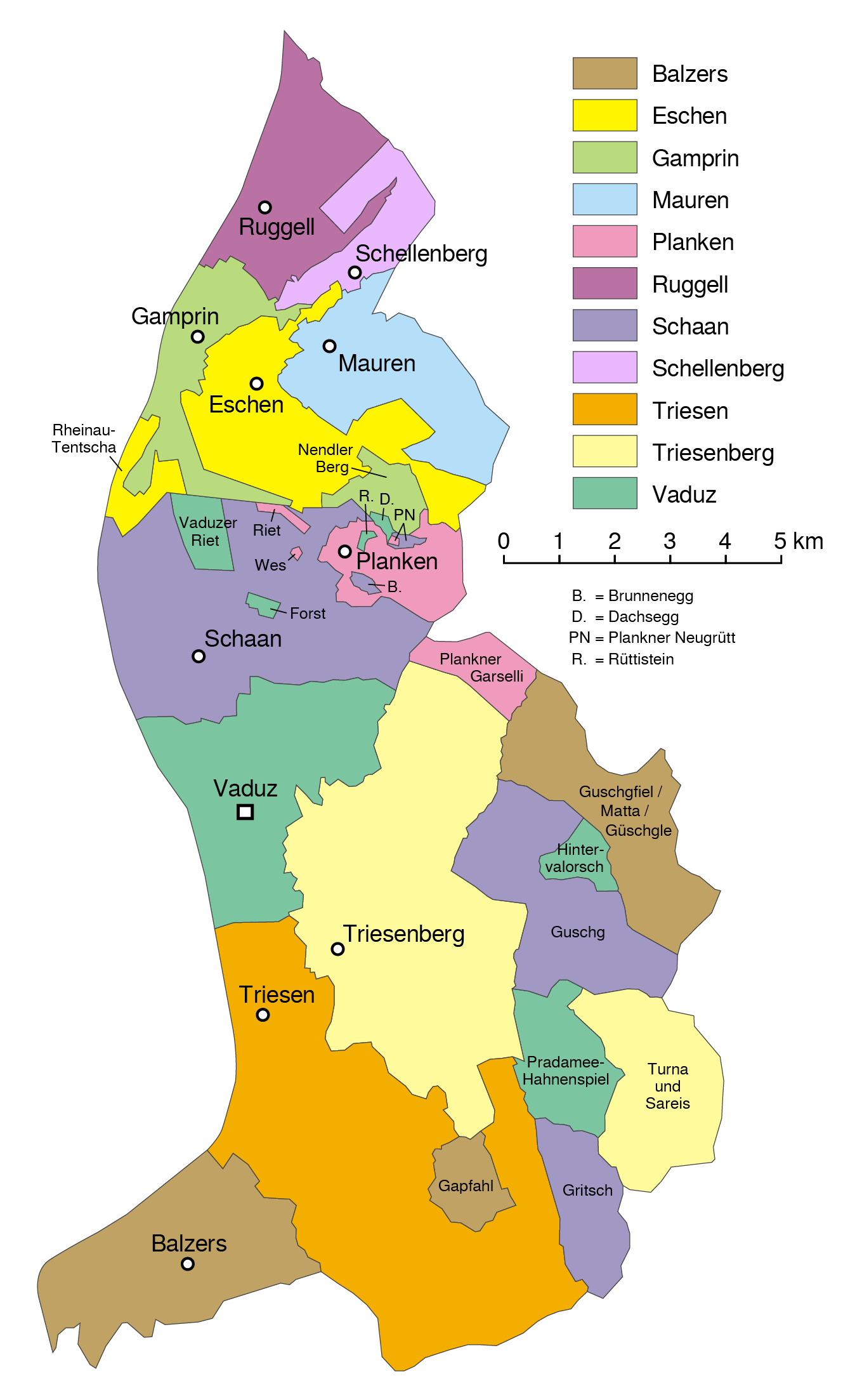
Les communes du Liechtenstein possèdent de nombreuses enclaves à l'intérieur des unes et des autres.

- Une partie de la commune de Balzers est enclavée entre Triesen et Triesenberg. Une autre entre un fragment de Schaan, un fragment de Vaduz, un fragment de Planken, la commune de Triesenberg et l'Autriche.
- Une partie de la commune de Eschen est enclavée entre un fragment frontalier de Schaan, de Gamprin, d'un fragment de Vaduz et la Suisse.
- Une partie de la commune de Gamprin est enclavée entre un fragment frontalier de Planken, d'Eschen, de Schaan et d'un fragment de Vaduz.
- Une partie de la commune de Planken est enclavée entre un fragment entre Schaan, Triesenberg, un fragment de Balzers et l'Autriche. Une autre enclavée dans Schaan. Une troisième enclavée entre Schaan et Gamprin.
- Une partie de la commune de Schaan est enclavée entre Triesenberg, un fragments de Balzers et Vaduz. Un second entre Triesen, un fragment de Triesenberg et l'Autriche. Un troisième entre Planken, des fragments de Gamprin et Vaduz (ce fragment contient en outre une enclave de Planken).
- Une partie de la commune de Triesenberg est enclavée entre deux fragments de Schaan, d'un fragment de Vaduz et de l'Autriche.
- Une partie de la commune de Vaduz est enclavée entre un fragment entre Triesen, Triesenberg, et deux fragments de Schaan. Un deuxième entre un fragments de Schaan et un de Balzers. Un troisième entre Schaan, Gamprin et un fragment d'Eschen. Un quatrième voisin de Planken, Schaan et un fragment de Gamprin. Un cinquième dans Schaan.

#### Serbie
- La localité bosniaque de Međurečje dépendant de la municipalité de Rudo est enclavée dans la municipalité serbe de Priboj.

#### Suisse
- La Suisse comprend de nombreuses enclaves intérieures. Celles-ci sont recensées sur la page Liste d'enclaves et d'exclaves intérieures de la Suisse.

### Enclaves pratiques

#### États-Unis
- La ville de Carter Lake, dans l'Iowa, initialement à l'est du Missouri se vit rattachée au Nebraska en 1877 quand une inondation provoqua la disparition d'un méandre. Une longue bataille juridique s'ensuivit, qui se termina par la décision suivante : le changement de lit de la rivière ne modifiait pas la frontière et Carter Lake est donc à l'heure actuelle toujours située dans l'Iowa, même si elle n'est accessible par voie terrestre qu'à partir du Nebraska[17].
- Riker's Island, le complexe pénitentiaire de la ville de New York est une partie du Bronx, même s'il n'est accessible par un pont qu'à partir du Queens.

#### BelgiqueetPays-Bas
Alors que la frontière entre les deux pays suit toujours le cours naturel de la Meuse, la canalisation du fleuve a créé entre Visé et Maastricht deux enclaves accessibles uniquement par le territoire de l'autre État. En 2016, les deux États se sont échangé les deux parcelles de territoire pour résoudre ce problème. La Belgique y perd au change vu qu'elle reçoit quatre hectares des Pays-Bas contre quatorze hectares qui leur sont cédés.

#### France
Certains arrondissements parisiens sont pourvus d'exclaves dont ils sont séparés par le boulevard périphérique, donc situées extra-muros. La plus grande est au XVème arrondissement, qui comprend, entre autres, l'héliport de Paris et l'Aquaboulevard. Dans le cadre d'un découpage plus complexe, la voirie des rues du Professeur-Gosset et Jean-Henri-Fabre est au XVIIIème arrondissement, alors que leurs immeubles riverains sont à Saint-Ouen.

## Enclaves historiques

### Allemagne
- Avant la réunification de 1990, Berlin-Ouest était une enclave de facto de la RFA en RDA (Berlin, divisée en 4 secteurs, étant alors administrée par les États-Unis, la France, le Royaume-Uni et l'URSS, et sa partie occidentale n'étant pas de jure une division à part entière de la RFA). Il est à noter que Berlin-Ouest possédait elle-même de petites enclaves en ex-RDA, quelques quartiers distants de quelques centaines de mètres du Mur et dont les habitants ne pouvaient, en périodes de tensions rejoindre Berlin-Ouest qu'en véhicule militaire allié.
- Bremen-Verden, la Poméranie suédoise, et Wismar furent des enclaves suédoises en Allemagne après la paix de Westphalie
- La Prusse-Orientale, une exclave allemande de la république de Weimar : elle fut divisée en deux et rattachée en partie (le sud) à la Pologne et en partie (le nord) à la Russie (actuel oblast de Kaliningrad) après la Seconde Guerre mondiale. Kaliningrad n'est autre que l'ancienne Königsberg, ville natale d'Emmanuel Kant.

### Indes britanniqueset États successeurs
- Gwadar : enclave omanie sur la côte pakistanaise jusqu'en 1959
- Inde danoise : Tranquebar[19] jusqu'en 1845, date de la vente de la ville au Royaume-Uni
- Établissements français de l'Inde : Chandernagor, Karikal, Mahé, Pondichéry, Yanaon
- Inde portugaise : Dadra et Nagar Haveli, territoire de Daman et Diu, Goa
- Le Pakistan oriental (1955-1971), aujourd'hui Bangladesh, était une exclave pakistanaise, si l'on considère le Pakistan occidental où siège la capitale Islamabad comme le territoire principal. Mille six cents kilomètres de territoire indien séparaient ces deux parties du Pakistan.

### Égypte
- Le canal de Suez appartenait conjointement à l'Égypte et à la France de sa construction (1859-1869) jusqu'au rachat des parts égyptiennes par le Royaume-Uni en 1875. Le 29 octobre 1888, la convention de Constantinople affirme la neutralité du canal, déclaré « libre et ouvert, en temps de guerre comme en temps de paix, à tout navire de commerce ou de guerre, sans distinction de pavillon ». Ce n'est que le 26 juillet 1956, que Nasser, président de la république d'Égypte, saisit et nationalise le canal et transfère le patrimoine de la compagnie du canal à la Suez Canal Authority au détriment des actionnaires français et britanniques.

### France
- Cheikh Saïd, ancienne enclave française près d'Aden (Yémen).
- Comtat Venaissin, État pontifical dans le sud-est de la France
- Principauté de Salm-Salm, dans les Vosges, rattachée à la France lors de la Révolution.
- le comté de Sarrewerden était une enclave du Saint-Empire romain germanique dans le royaume de France, à l'exception de Bouquenom et Sarrewerden, dépendant du bailliage de Sarreguemines dans le duché de Lorraine, qui formaient à leur tour une enclave dans l'enclave.
- les villages de Castel (Kastel), et Buweiler (Boubweiller), Rathen et Constembach (Kostenbach) qui font partie aujourd'hui de la commune de Löstertal, dans la Sarre, formaient une enclave du royaume de France dans l'Empire.

### Chine
- Villes ou quartiers concédés à des puissances européennes ou colonisés par elles au XIXe siècle ou avant : Concession française de Shanghai - Concession internationale de Shanghai - Hong Kong - Guangzhou Wan - Macao - Qingdao - Weihai
- La Cité interdite : le dernier empereur de Chine de la dynastie Qing, Puyi accéda au trône en 1909. En 1911, la révolution éclata et l'armée Qing fut battue. En accord avec le traité signé entre la cour Qing et le nouveau gouvernement de la république de Chine, Puyi conserva le titre d'empereur et, entre autres, le droit de conserver quelques appareils gouvernementaux au sein de la cité interdite, principalement pour la gestion des résidences impériales. En 1924, la république de Chine décida unilatéralement de priver l'empereur de tous ses privilèges.
- La citadelle de Kowloon - enclave chinoise à l'intérieur de Kowloon du temps où Hong Kong était une colonie britannique.

### Maroc
- La république du Rif, auto-proclamée indépendante au sein du protectorat du Maroc, au cours de la guerre du Rif de 1921 à 1926 contre les puissances coloniales française et espagnole.
- La ville de Tanger fut indépendante et à statut international, d'abord de façon informelle à partir de 1906 (conférence d'Algésiras), puis de façon internationalement reconnue à partir du 24 juillet 1925, et ceci jusqu'à sa réintégration au royaume du Maroc quelques semaines après l'indépendance de celui-ci en 1956 (rattachement acté au cours de la conférence de Fédala-Tanger du 08 au 29 octobre 1956)[20].
- Ifni fut une enclave coloniale espagnole de 1934 à 1969.

### Panama
- La zone du canal de Panama fut l'objet d'une concession par le Panama aux États-Unis par le traité Hay-Bunau-Varilla du 18 novembre 1903. Cette zone restera américaine jusqu'en 1979, date à laquelle elle se retrouva sous double administration américano-panaméenne jusqu'en 1999, à la suite des traités de Torrijos-Carter de 1977 établissant la neutralité du canal. La zone est depuis lors sous administration exclusive du Panama, les États-Unis conservant toutefois un privilège de navigation dans le canal (cf. Autres cas particuliers d'enclaves).

### Divers (liste non exhaustive)
- Le fort de São João Baptista de Ajudá, une enclave portugaise au sein du Dahomey (actuel Bénin) jusqu'en 1961 (de facto) et 1975 (de jure).
- L'enclave de Lado était un territoire de l'État indépendant du Congo au milieu du Soudan du Sud et de l'Ouganda.
- Le mont Scopus (à Jérusalem) fut une exclave israélienne à Jérusalem-Est, alors territoire jordanien entre 1948 et 1967, ce statut disparut lors de la réunification de la ville après la guerre des Six Jours. C'est à l'heure actuelle toujours une exclave d'un point de vue politique, puisque cette annexion par Israël n'est pas reconnue par de nombreux pays.
- Port Arthur.
- Walvis Bay était une exclave sud-africaine en Namibie, avant d'être incorporée à cette dernière en 1994.

## Enclaves intérieures historiques

### Royaume-Uni
Les subdivisions administratives (comtés) dans tous les pays du Royaume-Uni avaient des exclaves avant que les réformes municipales de 1974 (Angleterre et Galles) et 1975 (Écosse), ne les aient abolies. Furness, au nord de la Baie de Morecambe, était une exclave du comté anglais de Lancashire, séparée du reste du comté par le Westmorland. En anglais, elle était connue comme « Lancashire beyond the Sands ». Elle a été incorporée dans le nouveau comté de Cumbria en 1974. Le Flintshire, un comté gallois, avait une exclave bordée sur trois faces par l'Angleterre, et sur le quatrième par le Denbighshire, qui, avec le reste du Flintshire, a été incorporée dans le comté de Clwyd en 1974. Le comté écossais de Dunbartonshire avait une exclave à son est, bordée par le Lanarkshire et le Stirlingshire, avant d'être incorporée dans la nouvelle région de Strathclyde en 1975.

## Enclaves temporaires
Un morceau de territoire peut être cédé à un autre pays de façon temporaire, donnant lieu à une fiction juridique.
- Durant la Première Guerre mondiale, la commune de Sainte-Adresse, jouxtant Le Havre, fut cédée à bail à la Belgique pour la durée des hostilités, permettant au gouvernement belge de rester sur le territoire du royaume, alors que celui-ci était presque entièrement occupé par les troupes allemandes, et donc, de ne pas être ainsi considéré comme un gouvernement en exil. Le gouvernement belge s'installa dans l'immeuble Dufayel et la famille royale dans un hôtel, aujourd'hui disparu, du « Nice Havrais », quartier de la commune. Ce fait est célébré régulièrement encore aujourd'hui par la municipalité.
- En 1943, la chambre de la maternité de l'hôpital d'Ottawa au Canada fut déclarée temporairement comme extra-territoriale, afin que la naissance de la princesse Margriet, fille de Juliana, puisse se faire en territoire international. De ce fait, elle n'a obtenu que la nationalité néerlandaise.
- La suite 212 de l'hôtel Claridge's à Londres fut cédée par le Royaume-Uni à la Yougoslavie le 17 juin 1945 pour permettre à Alexandre de Serbie, dont les parents étaient en exil, de naître sur le territoire yougoslave[21].
- Zeist, une ancienne base de l'United States Air Force aux Pays-Bas fut, en 2000, déclarée temporairement territoire britannique afin que puisse s'y tenir le procès de l'attentat de Lockerbie.